# 1683年臺灣
|        | 臺灣歷史 \| 台灣歷史年表 |
| 世纪： | 16世纪臺灣 \| 17世纪臺灣 \| 18世纪臺灣 |
| 年代： | 1650年代臺灣 \| 1660年代臺灣 \| 1670年代臺灣 \| 1680年代臺灣 \| 1690年代臺灣 \| 1700年代臺灣 \| 1710年代臺灣                                           |
| 年份： | 1678年臺灣 \| 1679年臺灣 \| 1680年臺灣 \| 1681年臺灣 \| 1682年臺灣 \| 1683年臺灣 \| 1684年臺灣 \| 1685年臺灣 \| 1686年臺灣 \| 1687年臺灣 \| 1688年臺灣 |
| 纪年： | 癸亥年（猪年）、明郑永曆37年、清朝康熙22年 |

1683年臺灣，在明鄭遭清軍擊敗而投降後，清朝經過內部討論決定將臺灣納入版圖。

## 政府

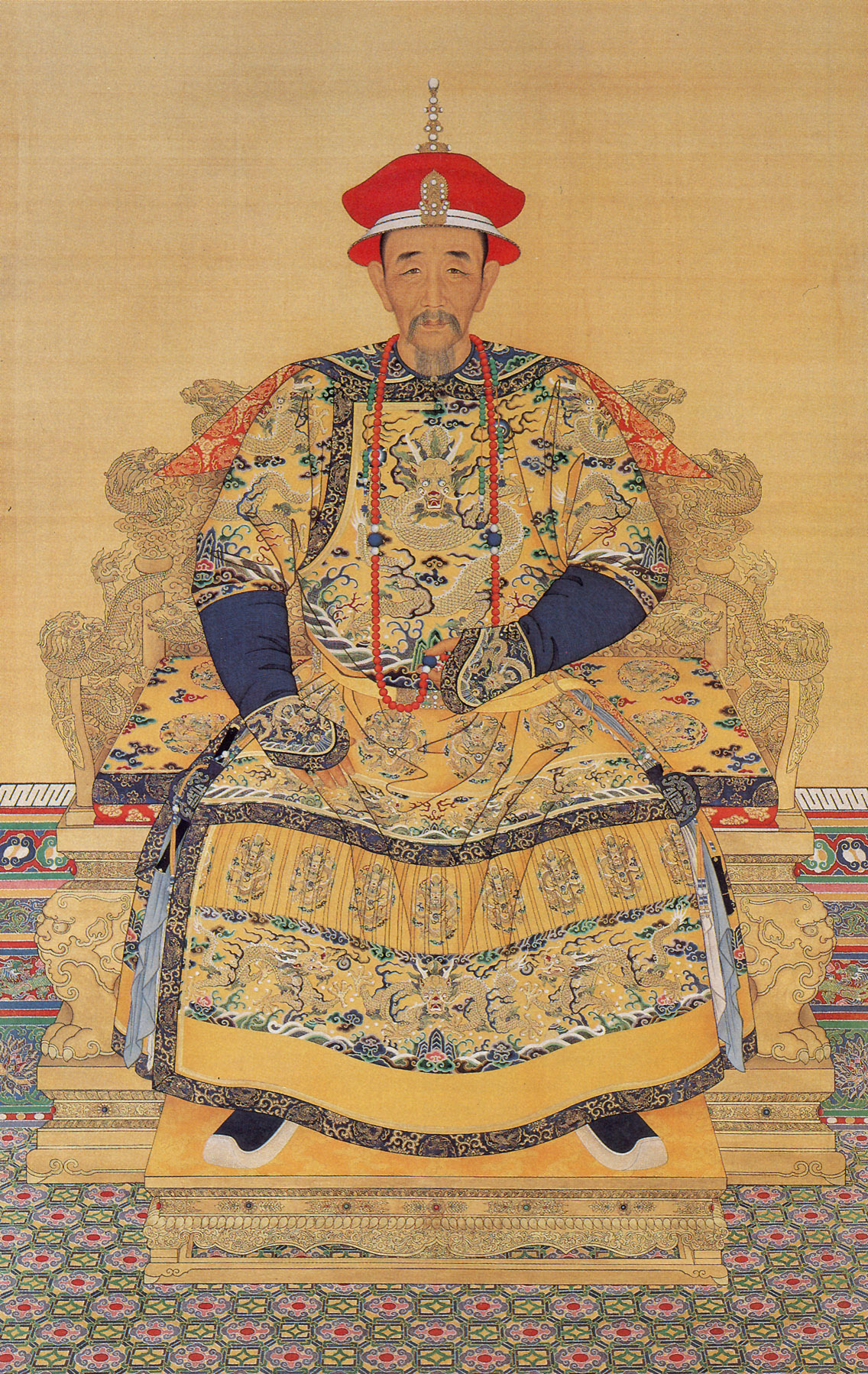
清朝皇帝：康熙帝

### 成員變動

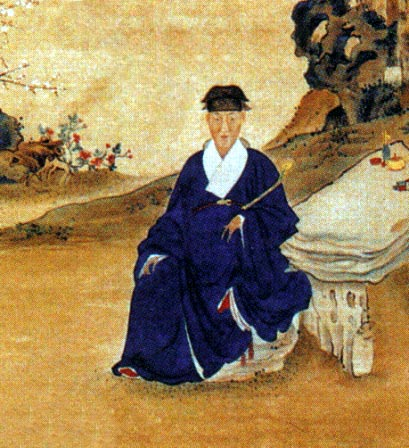
明鄭王朝延平王：鄭克塽（投降清朝）

## 大事記
- 10月3日（八月十三日）：施琅率大軍從澎湖抵達臺灣鹿耳門[1]。
- 10月8日（八月十八日）：延平郡王鄭克塽剃髮易服。

## 逝世
- 7月20日（六月廿六）：明寧靖王朱術桂（1617年10月24日－），殉國，葬於今高雄市湖內區一帶，有明寧靖王墓。《臺灣縣志》記載據說當日有大星隕於海，其聲如雷[2]:281。